# Les Cavaliers du destin
Pour plus de détails, voir Fiche technique et Distribution.
Les Cavaliers du destin (titre original : Riders of Destiny) est un western musical américain réalisé par Robert N. Bradbury sorti en 1933, où John Wayne, doublé, joue un cowboy chantant.

## Synopsis

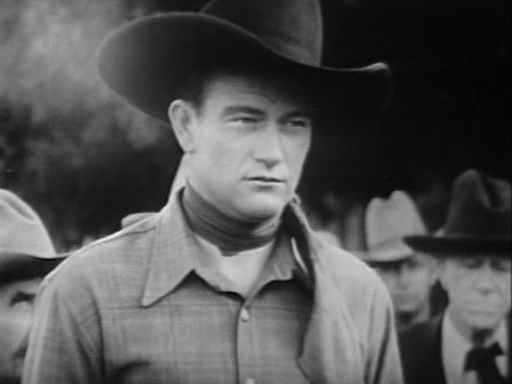
Scène avec John Wayne

Kincaid contrôle tous les points d'eau de la région, excepté le puits de Charlie Denton et sa fille Fay. Il veut faire payer des taxes aux paysans pour utiliser les réserves aquifères qu'il possède. Mais ces derniers refusent tous de céder à ses exigences, et ils envoient une demande d'aide au gouvernement à Washington.
L'agent spécial Sandy Saunders est envoyé sur place. Tout en gardant son identité secrète, il fait la connaissance de Fay Denton et de son père qui lui expliquent la situation. Après avoir tué un des hommes de Kincaid l'ayant provoqué en duel, Sandy feint auprès du bandit vouloir passer dans son camp. Kincaid tombe dans le piège et accepte. Sandy le convainc alors de dynamiter le puits des Denton afin de détruire cette source d'eau. Mais le résultat de l'explosion est de faire ressurgir un ancien cours d'eau sur les terres des Denton, qui par la même occasion assèche celles de Kincaid.

## Fiche technique
- Titre : Les Cavaliers du destin
- Titre original : Riders of Destiny
- Réalisateur : Robert N. Bradbury
- Scénario : Robert N. Bradbury
- Photographie : Archie Stout
- Montage : Carl Pierson
- Directeur technique : E. R. Hickson
- Chef-opérateur du son : John A. Stransky Jr.
- Producteur : Paul Malvern
- Société de production : Lone Star Productions
- Société de distribution : Monogram Pictures
- Pays d'origine :  États-Unis
- Langue : anglais
- Format : Noir et blanc - 1.37:1 - 35 mm - Mono
- Genre : Western
- Durée : 53 minutes
- Date de sortie : 10 octobre 1933

## Distribution
- John Wayne : Sandy Saunders vf Jean Guinet
- Cecilia Parker : Fay Denton
- Forrest Taylor : James Kincaid
- George Hayes : Charlie Denton vf Paul Ville
- Al St. John : le bandit Bert
- Heinie Conklin : le bandit Elmer
- Yakima Canutt : un bandit
- Earl Dwire : Slip Morgan
- Lafe McKee : le shérif Bill Baxter
- Addie Foster : Mrs. Mason
- Si Jenks : le fermier se baignant

## À noter
- Les Cavaliers du destin est le premier des 16 films tournés en 3 ans par John Wayne pour Monogram.
- En août 1933, au début du tournage, les cow-boy chantant ayant un potentiel commercial non négligeable, le producteur Paul Malvern entend bien faire chanter sa nouvelle recrue  du moment, un certain John Wayne. On lui acheta donc une guitare et une rengaine à 25 dollars…

Devant son piètre talent lyrique ce devait être Bob Steele qui devait chanter caché derrière la caméra. Le stratagème ne réussit pas. Wayne mal à l’aise, devient catastrophique et le synchronisme des deux voix ne fonctionne pas… En définitive, les séquences seront postsynchronisées en studio par le chanteur Smith Ballew. Quelques mois plus tard, une séquence restée en salle de montage sera réutlisée pour L'Homme de l'Utah.
- Le film a été exploité sous 4 autres titres français différents : Le chevalier du destin, Le cheval du destin, Le puits du destin et Le puits maudit.
- Le tournage dura 5 jours …un record[1].